# Snowpiercer (serial telewizyjny)
Snowpiercer – amerykański postapokaliptyczny, dystopijny serial telewizyjny, oparty na francuskim komiksie Snowpiercer i jego adaptacji filmowej Snowpiercer: Arka przyszłości. Serial przedstawia historię pasażerów Snowpiercera – gigantycznego, niezatrzymującego się pociągu, który kursuje dookoła świata przewożąc ludzi, którzy przeżyli Trzecią Wojnę Światową.
Serial rozwijany w TNT przez ponad trzy lata borykał się z licznymi problemami produkcyjnymi i opóźnieniami wynikającymi z różnic twórczych między producentami. Ostatecznie cały 1 sezon programu pojawił się na portalu Netflix. W styczniu 2021 miał tam premierę kolejny sezon.

## Fabuła
Po wybuchu Trzeciej Wojny Światowej broń nuklearna doprowadziła do podniesienia się temperatury i wyginięcia wszystkich zwierząt. Naukowcy próbowali ratować planetę poprzez bomby chłodzące, które jednak obniżyły temperaturę aż do −120 °C. Resztki ludzkości schroniły się w Snowpiercerze – samowystarczalnym pociągu, który potrafił wytwarzać energię z samego poruszania się, dzięki czemu mógł utrzymywać ludzi wewnątrz przy życiu.
Akcja serialu skupia się na grupie ludzi, którzy starają się przeżyć w postapokaliptycznym świecie.

## Obsada
- Daveed Diggs jako detektyw Andre Layton
- Jennifer Connelly jako Melanie Cavill
- Mickey Sumner jako Bess Till
- Annalise Basso jako LJ Folger
- Alison Wright jako Ruth
- Roberto Urbina jakos Javier De La Torre
- Katie McGuinness jako Josie Wellstead
- Susan Park jako Jinju Seong
- Lena Hall jako Miss Audrey
- Sheila Vand jako Zarah Ferami
- Sam Otto jako John Osweiller
- Iddo Goldberg jako Bennett Knox
- Jaylin Fletcher jako Miles
- Mike O’Malley jako Roche
- Rowan Blanchard jako Alexandra Cavill
- Sean Bean jako Joseph Wilford
- Chelsea Harris jako Sykes
- Archie Panjabi jako Asha
- Clark Gregg jako adm. Milius
- Michael Aronov jako dr Nima Rousseau

## Przegląd sezonów
| Sezon | Sezon | Odcinki | Premierowa emisja (TNT – sezony 1-3; AMC – sezon 4) | Premierowa emisja (TNT – sezony 1-3; AMC – sezon 4) | Premiera w streamingu (Netflix Polska – sezony 1-3; SkyShowTime Polska - sezon 4) | Premiera w streamingu (Netflix Polska – sezony 1-3; SkyShowTime Polska - sezon 4) |
| Sezon | Sezon | Odcinki | Premiera sezonu                                     | Finał sezonu                                        | Premiera sezonu                                                                   | Finał sezonu                                                                      |
| ----- | ----- | ------- | --------------------------------------------------- | --------------------------------------------------- | --------------------------------------------------------------------------------- | --------------------------------------------------------------------------------- |
|       | 1     | 10      | 17 maja 2020                                        | 12 lipca 2020                                       | 25 maja 2020                                                                      | 13 lipca 2020                                                                     |
|       | 2     | 10      | 25 stycznia 2021                                    | 29 marca 2021                                       | 26 stycznia 2021                                                                  | 30 marca 2021                                                                     |
|       | 3     | 10      | 24 stycznia 2022                                    | 28 marca 2022                                       | 25 stycznia 2022                                                                  | 29 marca 2022                                                                     |
|       | 4     | 10      | 21 lipca 2024                                       | 22 września 2024                                    | 8 kwietnia 2025                                                                   | 8 kwietnia 2025                                                                   |

## Lista odcinków

### Sezon 1 (2020)
| №  | Nr | Tytuł                       | Tytuł polski                             | Premiera (TNT)  | Premiera w Polsce (Netflix Polska) |
| -- | -- | --------------------------- | ---------------------------------------- | --------------- | ---------------------------------- |
| 1  | 1  | First, the Weather Changed  | Najpierw zmieniła się pogoda             | 17 maja 2020    | 25 maja 2020                       |
| 2  | 2  | Prepare to Brace            | Gotowi na najgorsze                      | 24 maja 2020    | 25 maja 2020                       |
| 3  | 3  | Access Is Power             | Dostęp to wolność                        | 31 maja 2020    | 1 czerwca 2020                     |
| 4  | 4  | Without Their Maker         | Gdy zabraknie ich twórcy                 | 7 czerwca 2020  | 8 czerwca 2020                     |
| 5  | 5  | Justice Never Boarded       | W pociągu nigdy nie było sprawiedliwości | 14 czerwca 2020 | 15 czerwca 2020                    |
| 6  | 6  | Trouble Comes Sideways      | Kłopoty nadchodzą znienacka              | 21 czerwca 2020 | 22 czerwca 2020                    |
| 7  | 7  | The Universe Is Indifferent | Wszechświat jest obojętny                | 28 czerwca 2020 | 29 czerwca 2020                    |
| 8  | 8  | These Are His Revolutions   | To jego okrążenia                        | 5 lipca 2020    | 6 lipca 2020                       |
| 9  | 9  | The Train Demanded Blood    | Pociąg pragnął krwi                      | 12 lipca 2020   | 13 lipca 2020                      |
| 10 | 10 | 994 Cars Long               | 994 wagony                               | 12 lipca 2020   | 13 lipca 2020                      |

### Sezon 2 (2021)
| №  | Nr | Tytuł                       | Tytuł polski                | Premiera (TNT)                         | Premiera w Polsce (Netflix Polska) |
| -- | -- | --------------------------- | --------------------------- | -------------------------------------- | ---------------------------------- |
| 11 | 1  | The Time of Two Engines     | Czas dwóch lokomotyw        | 25 stycznia 2021                       | 26 stycznia 2021                   |
| 12 | 2  | Smolder to Life             | Coraz cieplej               | 1 lutego 2021                          | 2 lutego 2021                      |
| 13 | 3  | A Great Odyssey             | Wielka odyseja              | 8 lutego 2021                          | 9 lutego 2021                      |
| 14 | 4  | A Single Trade              | Popyt i podaż               | 15 lutego 2021                         | 16 lutego 2021                     |
| 15 | 5  | Keep Hope Alive             | Niech żyje nadzieja!        | 22 lutego 2021                         | 23 lutego 2021                     |
| 16 | 6  | Many Miles from Snowpiercer | Daleko od pociągu           | 1 marca 2021                           | 2 marca 2021                       |
| 17 | 7  | Our Answer for Everything   | Nasza odpowiedź na wszystko | 8 marca 2021                           | 9 marca 2021                       |
| 18 | 8  | The Eternal Engineer        | Wiekuisty inżynier          | 15 marca 2021                          | 16 marca 2021                      |
| 19 | 9  | The Show Must Go On         | Przedstawienie musi trwać   | 27 marca 2021 (VOD) 29 marca 2021 (TV) | 30 marca 2021                      |
| 20 | 10 | Into the White              | W oślepiającą biel          | 29 marca 2021                          | 30 marca 2021                      |

### Sezon 3 (2022)
| №  | Nr | Tytuł                     | Tytuł polski         | Premiera (TNT)   | Premiera w Polsce (Netflix Polska) |
| -- | -- | ------------------------- | -------------------- | ---------------- | ---------------------------------- |
| 21 | 1  | The Tortoise and the Hare | Żółw i zając         | 24 stycznia 2022 | 25 stycznia 2022                   |
| 22 | 2  | The Last to Go            | Ostatni              | 31 stycznia 2022 | 1 lutego 2022                      |
| 23 | 3  | The First Blow            | Pierwszy cios        | 7 lutego 2022    | 8 lutego 2022                      |
| 24 | 4  | Bound by One Track        | Pętla bez ucieczki   | 14 lutego 2022   | 15 lutego 2022                     |
| 25 | 5  | A New Life                | Nowe życie           | 21 lutego 2022   | 22 lutego 2022                     |
| 26 | 6  | Born to Bleed             | Urodzony, by krwawić | 28 lutego 2022   | 1 marca 2022                       |
| 27 | 7  | Ouroboros                 | Uroboros             | 7 marca 2022     | 8 marca 2022                       |
| 28 | 8  | Setting Itself Right      | Samo się naprawia    | 14 marca 2022    | 15 marca 2022                      |
| 29 | 9  | A Beacon for Us All       | Za nowe początki     | 21 marca 2022    | 22 marca 2022                      |
| 30 | 10 | The Original Sinners      | Pierwsi grzesznicy   | 28 marca 2022    | 29 marca 2022                      |

### Sezon 4 (2024)
| №  | Nr | Tytuł                 | Tytuł polski            | Premiera (AMC)   | Premiera w Polsce (SkyShowTime Polska) |
| -- | -- | --------------------- | ----------------------- | ---------------- | -------------------------------------- |
| 31 | 1  | Snakes in the Garden  | Węże w ogrodzie         | 21 lipca 2024    | 8 kwietnia 2025                        |
| 32 | 2  | The Sting of Survival | Żądło przetrwania       | 28 lipca 2024    | 8 kwietnia 2025                        |
| 33 | 3  | Life Source           | Źródło życia            | 4 sierpnia 2024  | 8 kwietnia 2025                        |
| 34 | 4  | North Star            | Gwiazda Polarna         | 11 sierpnia 2024 | 8 kwietnia 2025                        |
| 35 | 5  | The Engineer          | Inżynier                | 18 sierpnia 2024 | 8 kwietnia 2025                        |
| 36 | 6  | Bell the Cat          | Ryzykowne zadanie       | 25 sierpnia 2024 | 8 kwietnia 2025                        |
| 37 | 7  | A Moth to a Flame     | Jak ćma do ognia        | 1 września 2024  | 8 kwietnia 2025                        |
| 38 | 8  | By Weeping Cross      | Przy przydrożnym krzyżu | 8 września 2024  | 8 kwietnia 2025                        |
| 39 | 9  | Dominant Traits       | Cechy dominujące        | 15 września 2024 | 8 kwietnia 2025                        |
| 40 | 10 | Last Stop             | Ostatni przystanek      | 22 września 2024 | 8 kwietnia 2025                        |